# ژاک ژسترو
ژاک ژسترو (فرانسوی: Jacques Gestraut‎؛ زادهٔ ۲۴ سپتامبر ۱۹۳۹) دوچرخه‌سوار اهل فرانسه است.